# بيلي واتسون (لاعب اتحاد الرغبي)
بيلي واتسون (بالإنجليزية: Billy Watson)‏ هو لاعب اتحاد الرغبي نيوزيلندي، ولد في 22 ديسمبر 1869 في Eketāhuna ‏ في نيوزيلندا، وتوفي في 25 مارس 1953 في ماسترتون ‏ في نيوزيلندا.